# 光花大苞兰
光花大苞兰（学名：Sunipia thailandica）为兰科大苞兰属下的一个种。

## 扩展阅读
維基物種上的相關：光花大苞兰